# سان ميشيل آل تاليامنتو
سان ميشيل آل تاليامنتو (بالإيطالية: San Michele al Tagliamento)‏ ، هي مدينة حضارية تقع في محافظة فينيس الإيطالية، وكان اسمها السابق بيبينو. تشتهر بجمالها السياحي.

## السكان
في سنة 1871 بلغ عدد السكان 4٬976 نسمة، وتطور العدد ليصل في سنة 2011 لـ 12٬028 نسمة.
يظهر هذا المخطط البياني تطور النمو السكاني لـ سان ميشيل آل تاليامنتو

## مصدر
1. ↑  "Superficie di Comuni Province e Regioni italiane al 9 ottobre 2011" (بالإيطالية). Istituto nazionale di statistica. Retrieved 2019-03-16.
2. ↑   https://demo.istat.it/?l=it. {{استشهاد ويب}}: |url= بحاجة لعنوان (مساعدة) والوسيط |title= غير موجود أو فارغ (من ويكي بيانات) (مساعدة)
3. 1 2  المعهد الوطني للإحصاء، QID:Q214195
4. ↑  GeoNames (بالإنجليزية), 2005, QID:Q830106
5. ↑  Beach [وصلة مكسورة] نسخة محفوظة 26 مارس 2020 على موقع واي باك مشين.
6. ↑  بيانات من موقع ISTAT - Istituto nazionale di statistica (ISTAT);  اطلع عليه بتاريخ 28-12-2012. نسخة محفوظة 7 فبراير 2020 على موقع واي باك مشين.

## وصلات خارجية
- everything about San Michele al Tagliamento portal with all type of info about San Michele al Tagliamento
- Bibione - tourist information